# 고와키다니역
고와키다니역(일본어: 小涌谷駅)은 일본 가나가와현 아시가라시모군 하코네정에 위치한 하코네 등산 철도 철도선의 역이다. 역 번호는 OH 55이다.

## 역사
- 1919년 6월 1일: 영업 개시.

## 역 구조
상대식 승강장 2면 2선의 지상역이다.
직원배치역(9시부터 17시까지 배치)이다. 매표 창구, 자동 매표기가 설치되어 있다.
또한, 하코네 등산 철도의 표시 간판이나 팜플렛에서는 각 역의 표고가 제시되어 있고 예전에 535m로 표기되었으나 2013년 재고 조사에서 523m로 정정되었다.

### 타는 곳
| 번호 | 노선             | 방향 | 행선                        | 비고                                  |
| ---- | ---------------- | ---- | --------------------------- | ------------------------------------- |
| 1    | 하코네 등산 전차 | 하행 | 고라・소운잔 방면           | 소운잔 방면은 고라에서 환승           |
| 2    | 하코네 등산 전차 | 상행 | 하코네유모토・오다와라 방면 | 오다와라 방면은 하코네유모토에서 환승 |

## 역 주변
본 역 바로 옆에는 고와키다니 건널목이 있다. 이 건널목은 하코네 역전 경주의 왕로 5구・귀로 6구의 코스인 출전 선수 및 대회 관계 차량은 통과한다. 이 때문에 개최 일자인 1월 2일(왕로) 낮과 1월 3일(귀로) 오전 8시대는 건널목에 담당자를 대기시키고 선수 통과 시에는 전차를 건널목 앞에서 정지시키는 조치를 취한다.
- 하코네 미야노시타 우체국
- 하코네 정 소방 본부
- 하코네 고와키엔(하코네 호텔 고와키엔)
- 고와키다니 온천

## 인접역
| 하코네 등산 철도 철도선        | 하코네 등산 철도 철도선 | 하코네 등산 철도 철도선      |
| ------------------------------ | ----------------------- | ---------------------------- |
| OH 54 미야노시타 오다와라 방면 |                         | 조코쿠노모리 OH 56 고라 방면 |